# Општина Бороаја (Сучава)
Бороаја (рум. Boroaia) општина је у Румунији у округу Сучава.
Oпштина се налази на надморској висини од 353 m.